# Reinhard Staupe
Reinhard Staupe (né en 1968) est un auteur allemand de jeux de société.

## Ludographie

### Seul auteur
- Ikarus, 1995, J.P. Filsfils
- Speed, 1995, Adlung
- Comeback, 1996, Staupe Spiele
- Shit!, 1996, Adlung
- Fiasko, 1997, F.X. Schmid / Ravensburger
- Finito, 1997, Berliner Spielkarten
- Basari, 1998, F.X. Schmid, réédité aux États-Unis en 2004 par Out of the Box Publishing, Mensa Select Mind Games  2004
- Colorado County, 1998, Schmidt Spiele
- David & Goliath, 1998, PlayRoom / Berliner Spielkarten
- Die Bombe, 1998, Staupe Spiele
- Kommando, 1998, Berliner Spielkarten
- Solche Strolche, 1998, Amigo / Rio Grande
- Tiere auf dem Bauernhof, 1998, Berliner Spielkarten
- Adlerauge, 1999, Staupe Spiele
- Bunt Herum (Subito), 1999, Amigo
- Hamstern (Gopher It !), 1999-2004, Staupe Spiele / PlayRoom
- Eschnapur, 2000, Schmidt Spiele
- Fritze Flink, 2000, Staupe Spiele
- Anderland, 2001, Staupe Spiele
- Der Plumpsack geht um, 2003, Amigo / PlayRoom
- Edel, Stein & Reich, 2003, Alea / Ravensburger, Japan Boardgame Prize  joueurs confirmés 2003
- Leonardo, 2003, Amigo
- Merlin, 2003, Amigo
- Top Speed, 2003, Adlung
- Geier Sturzflug (Crash Pilot), 2004, Amigo
- Kunterbunt (Catch the Match), 2004, PlayRoom
- Ohren auf! (Kling-dong!), 2004, Amigo
- Privacy, 2004, Amigo
- Rinks & Lechts (Right Turn, Left Turn), 2004, PlayRoom
- Wo ist die Kokosnuss?, 2004, Amigo
- Fettnapf, 2005, Amigo
- Papa Bär (Papa ours), 2005, Amigo
- A bis Z, 2006, Amigo
- Cincinnati, 2006, Amigo
- Zahlenraten (Number Guessing), 2006, Amigo